# Kola kärnkraftverk
Kola kärnkraftverk (Kola NPP) (ryska: Кольская АЭС) är ett kärnkraftverk i nordvästra Ryssland. Det ligger på södra sidan av sjön Imandra nära staden Polyarni Zori på Kolahalvön. 
Kraftverket består av fyra reaktorer av typen VVER-440, som är en rysk typ av tryckvattenreaktor. De två första reaktorerna, som byggdes 1973 och 1974, tillhör första generationen av VVER-reaktorer (typ VVER-440/230). De två andra reaktorerna byggdes 1981 och 1984 och tillhör andra generationen VVER-reaktorer (typ VVER-440/213). Den nominella effekten för reaktorerna är 440 MWe.
En skillnad i säkerhetssynpunkt mellan reaktorerna som tillhör den första generationens VVER-reaktorer och dagens reaktorer i väst är att den inte har en jämförbar reaktorinneslutning. Reaktorerna som tillhör andra generationens reaktorer har en förbättrad inneslutning.
Efter Tjernobylolyckan 1986 blev det större fokus på säkerheten på de ryska kärnkraftverken. Under 1990-talet, i samband med att den ryska ekonomin var svag, bidrog internationellt bistånd till att förbättra säkerheten.
Man planerar att börja ersätta reaktorerna under 2030-talet.

## Reaktorer
| Station     | Typ          | Nettokapacitet | Byggstart      | Nätsynkronisering | Kommersiell drift inleddes | Övrigt |
| ----------- | ------------ | -------------- | -------------- | ----------------- | -------------------------- | ------ |
| Kola 1      | VVER-440/230 | 411 MWe        | 18 maj 1969    | 29 juni 1973      | 28 december 1973           |        |
| Kola 2      | VVER-440/230 | 411 MWe        | 15 maj 1969    | 8 december 1974   | 21 februari 1975           |        |
| Kola 3      | VVER-440/213 | 411 MWe        | 1 april 1977   | 24 mars 1981      | 3 december 1981            |        |
| Kola 4      | VVER-440/213 | 411 MWe        | 1 augusti 1976 | 11 oktober 1984   | 6 december 1984            |        |
| Kola II - 1 | VVER-600/?   |                |                |                   |                            |        |